# Графитово
Графитово е историческо село в Югоизточна България. То се намира в община Нова Загора, област Сливен.

## Население
Графитово е най-малкото по население село в община Нова Загора.

## История
Старото име на селото е Теке махле, вероятно във връзка с разположеното край него теке (вижте по-долу). Селото е разрушено и запалено през 1878 г. През 2014 г. с решение на Министерски съвет селото е присъединено към Омарчево.

## Културни и природни забележителности
На разположеното край селото възвишение Адатепе се намира тюрбето на алевийския светец Муса Чобан, известен като Кадемли баба. Сред българското население от околностите то е известно и като манастир Свети Илия. Предполага се, че тюрбето е построено в следата на 16 век, макар че има и хипотези за по-ранното му основаване. Сградата има височина 7,7 m и е иззидана от камъни. Около тюрбето е имало и други култови сгради, включително имарет, разположен на 30 m източно от него. Според някои сведения, в началото на 17 век османските власти обявяват текето за еретично и забраняват използването му.